# 业务过程

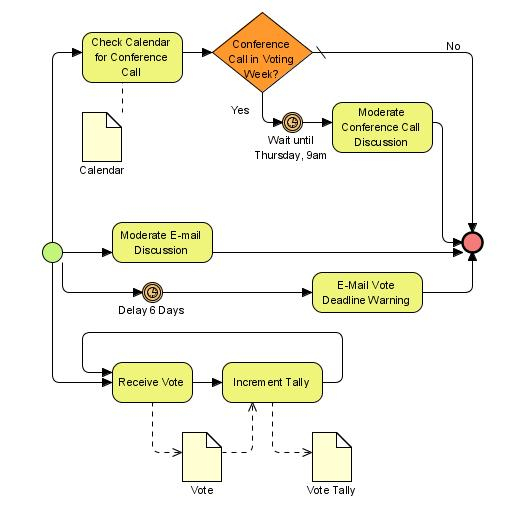
例：用业务过程建模标记法（BPMN）绘制的投票采集业务过程图

在现代管理学或组织[注1]的经营管理领域，业务过程不是一个普通词组，它被赋予了更确定的含义，专指为特定的对象（客户）创造价值的过程；具体地说，就是达成这一目标的一系列相互关联、有组织的活动或任务。这一特定含义的确立，源自20世纪90年代从美国兴起的业务过程再造（BPR）。从近年的趋势看，在表达上述意义的场合，“业务流程”得到了更多的使用。二者都可被用来对应于英语文献中的（es），但在中文中，它们的含义仍是有区别的。“业务过程”的意义更一般化，学术讨论中使用较多；“业务流程”的意义更具体，更倾向于指称具体的活动与任务的流，使用上更大众化。

## 概述
企业或组织[注1]中的过程，常常划分为以下三种基本类型：
1. 管理过程——对系统运作进行管制、协调的过程。典型的管理过程例如公司治理、战略管理。
2. 运作过程——构成核心业务和创造基本价值的过程。典型的运作过程例如采购、制造、市场营销、销售。
3. 支持过程——支撑管理过程和运作过程的过程。例如：会计、招募、技术支持。

在企业或组织运营、管理的领域，上述过程，都经常被笼统地称为业务过程，但20世纪90年代初期以来，“业务过程”（business process；常用“业务流程”）被赋予了更为明确、并得到广泛采纳的含义，典型的解释是：业务过程开始于客户需求，终止于客户需求的满足，为客户创造价值。设计良好的业务过程，具有更高的效力（增加客户价值）和效益（降低企业成本）。这种新业务过程理念的形成，伴随着对传统企业组织理念与模式的一次彻底反思。在新的业务过程理念基础上，进一步形成了“以过程为中心”的理念，以此打破传统组织常见的部门隔阂，“职能筒仓”（functional silo）、僵化迟钝等弊端。

## 业务过程的定义
20世纪90年代早期，美国企业为寻回它们在上一个十年间丢掉的竞争力，广泛开展了称为“再造工程”（Reengineering）的企业改造活动，这一趋势蔓后来延到了全世界。和一般意义上的企业重组、改造相比，“再造工程”有一系列特定的内涵，它围绕着一个基本的焦点，即业务过程。因此，“业务过程再造”（Business Process Reengineering，BPR）自然成为这场影响广泛而深远的运动的标志性概念。在这个背景下，人们对“业务过程”这个一般性的词组赋予了更明确的含义，使它演变成为一个特定的概念。下面介绍并简单讨论了业务过程的主要定义。
Davenport (1993) 对业务过程的定义为：

“一系列结构化的、可度量的活动，设计它的目标是为特定客户或市场产生规定的输出。”

"a structured, measured set of activities designed to produce a specific output for a particular customer or market."

针对这一定义，他进一步指出：“上述界定强烈地暗示一个组织中应如何运作，与聚焦于产品形成鲜明对比。这样的过程是跨越时空的、规定的作业活动序列，具有起点和终点，并清楚地定义了输入和输出：行动的结构。……采用这种过程途径，意味着采纳客户的观点。‘过程’就是组织内为其客户产生价值所必须的活动构成。”
这一定义包含了过程之所以为过程的基本特征。这些特征取决于对过程的业务逻辑（工作如何做），而非采用产品的视角（做什么）。按照Davenport的过程定义，我们可以得出，一个过程必须具有界定清晰的边界、输入和输出，由小的部分——活动组成，它们在时空中是有序的，还必须有一个过程结果的接收者——客户，同时在过程中发生的转换必须为客户增加价值。
Hammer与Champy（1993）的定义可以看作Davenport定义的子集，他们的过程定义为：

“一种活动的集合，具有一种或多种输入和确定的输出，这些输出对客户产生价值。”

"a collection of activities that takes one or more kinds of input and creates an output that is of value to the customer."

我们可以留意，Hammer与Champy有更强的面向转换的观点，对结构化部分——过程边界和时空上的活动顺序强调较少。
Rummler与Brache（1995）使用的定义，清晰地围绕着组织的外部客户这个焦点。它们叙述道：

“业务过程是为产生产品或服务而设计的一系列步骤。多数的过程（……）跨越职能，贯穿组织机构图上矩形之间的空白。一些过程的结果是由组织外的客户所接受的产品或服务，称为主要过程；另一些过程的产出不为外部客户所见，但是有效管理所必须的，称为支持过程。”

"a business process is a series of steps designed to produce a product or service. Most processes (...) are cross-functional, spanning the ‘white space’ between the boxes on the organization chart. Some processes result in a product or service that is received by an organization's external customer. We call these primary processes. Other processes produce products that are invisible to the external customer but essential to the effective management of the business. We call these support processes."

以上定义区分了两种类型的过程：主要的和支持的过程，区分的依据是过程有直接参与客户价值的创造还是仅与组织内部活动有关。由此可见，Rummler与Brache的定义承接了Porter的价值链（value chain）模型，这个模型同样建立在主要和次要活动的区分之上。按照Rummler与Brache的意见，成功的基于过程的组织有一项典型特征，即在面向客户的主要过程上的主要价值流中，次要活动的分离。穿越组织机构图上的空白这一特征，意味着这些过程牢牢地嵌入在某些组织结构形式中，过程可以跨越职能，其范围可以覆盖多个业务单位。
最后考察一下Johansson等（1999）的过程定义。他们将过程定义为

“互相连接的活动集合，它们将输入转换为输出。理想情况下，在过程中发生的转换将为输入增加价值，并形成对接受者更有效用的输出，无论接受者处于上游还下游。”

"a set of linked activities that take an input and transform it to create an output. Ideally, the transformation that occurs in the process should add value to the input and create an output that is more useful and effective to the recipient either upstream or downstream."

这个定义同样强调了活动之间的连接性，以及在过程中所发生的转换。Johansson等还将价值链的上游部分也包括在可能的过程输出接收者内。
综合以上四种定义，我们可以对业务过程列出以下特征：
1. 可界定性：必须清晰地定义其边界、输入和输出。
2. 顺序：构成过程的活动，必须在时间和空间里具有确定的顺序。
3. 客户：过程的结果必须有接收者——客户。
4. 增值：在过程中发生的转换必须为接收者增加价值，无论接收者是在过程的上游还是下游。
5. 嵌入性：过程不能自己单独存在，它必定嵌入在组织结构中。
6. 跨越职能：过程通常但非必须跨越多个职能。

此外，过程拥有者（process owner），即负责过程的表现和持续改进的人，也是考虑的前提之一。

## 业务过程概念在现代企业管理中的重要性
1776年，亚当·斯密在《国富论》中提出了著名的劳动分工论（Division of labor），这成为产业革命以来管理学理论与实践的重要基础。由此以后，工作分工、职能划分与界定、职业化与专业化，一直都是管理理论与实践的主线或核心。在这一基础上形成的企业组织机构，具有典型的金子塔结构。虽然在20世纪以来，多种多样的管理学说形成了所谓管理理论丛林，人们也提出过多种组织原则，例如所谓矩阵型组织、网络型组织、组织扁平化等，都没有动摇这一理念的根基。公认标志性的改变在1990年代初期，也就是“再造工程”（参见前面的叙述）的出现。再造工程的倡导者们明确地对亚当·斯密的劳动分工论做出了反思，并提出了以过程为中心这一新的组织原则。再造工程的实践和思想在短短几年传遍全世界，被一些学者称为“第二次管理革命”，在革命的狂热渐趋平静之后，我们可以看到，“业务过程”这一概念被明确地界定和广泛地接受，以业务过程为中心已经取代了“职能分工”，成为管理的首要原则，而围绕着过程所建立的组织，具有更高的敏捷性、效率和效益，同时也自然地呈现出扁平化、网络化的特征。业务过程这个概念，是1990年代以后，管理理论与实践中最重要的核心概念。

## 过程与流程的用法
过程与流程这两个词无疑是有区别的，无论在传统的管理学领域，还是信息技术及应用领域都可以看到这一区别的实际存在。以目前的情况来看，“业务过程”的意义更一般化，学术讨论中使用较多；“业务流程”的意义更具体，更倾向于指称具体的活动与任务的流，使用上更大众化。